# Korea Women League 2007
Die Korea Women League 2007 war die zwölfte Spielzeit der südkoreanischen Fußballliga der Frauen unter diesem Namen. Gespielt wurde in einem Hinrunden- und Rückrundenserie. 

## Teilnehmer
| Team                           | Stadt             | Vereinsart                |
| ------------------------------ | ----------------- | ------------------------- |
| Gyeongnam Daekyo Kangerous WFC | Gyeongsangnam-do  | Vereinsmannschaft         |
| Incheon Hyundai Steel WFC      | Incheon           | Vereinsmannschaft         |
| Seoul WFC                      | Seoul             | Vereinsmannschaft         |
| Chungnam Ilhwa Chunma WFC      | Chungcheongnam-do | Vereinsmannschaft         |
| Busan Sangmu WFC               | Busan             | Vereinsmannschaft         |
| Gwangju SV                     | Gwangju           | Provinzauswahlsmannschaft |

## Hinrunde
Gespielt wurde im Seongsan-Stadion.

### Abschlusstabelle
| Pl. | Verein                         | Sp. | S | U | N | Tore    | Diff. | Punkte |
| --- | ------------------------------ | --- | - | - | - | ------- | ----- | ------ |
| 1.  | Seoul WFC                      | 3   | 1 | 2 | 0 | 002:100 | +1    | 05     |
| 2.  | Gyeongnam Daekyo Kangerous WFC | 3   | 1 | 1 | 1 | 001:100 | ±0    | 04     |
| 2.  | Chungnam Ilhwa Chunma WFC      | 3   | 1 | 1 | 1 | 001:100 | ±0    | 04     |
| 4.  | Incheon Hyundai Steel WFC (M)  | 3   | 0 | 2 | 1 | 001:200 | −1    | 02     |

| Zum 3. Spieltag: Meister der Korea Women League 2007-Hinrundenserie |

| Zum Saisonende 2006: |                     |
| (M)                  | Amtierender Meister |

## Rückrunde
Gespielt wurde im Hwacheon-Stadion.

### Qualifikationsspiel
Im Qualifikationsspiel wurde das Team ermittelt, welches an der Rückrunden-Serie teilnimmt. 
|           | Ergebnis |            |
| --------- | -------- | ---------- |
| Seoul WFC | 3:1      | Gwangju SV |

### Abschlusstabelle
| Pl. | Verein                         | Sp. | S | U | N | Tore    | Diff. | Punkte |
| --- | ------------------------------ | --- | - | - | - | ------- | ----- | ------ |
| 1.  | Seoul WFC                      | 3   | 1 | 2 | 0 | 010:300 | +7    | 05     |
| 2.  | Gyeongnam Daekyo Kangerous WFC | 3   | 1 | 1 | 1 | 009:100 | +8    | 04     |
| 3.  | Incheon Hyundai Steel WFC (M)  | 3   | 1 | 1 | 1 | 004:400 | ±0    | 04     |
| 4.  | Busan Sangmu WFC               | 3   | 0 | 0 | 3 | 000:150 | −15   | 0      |

| Zum 3. Spieltag: Meister der Korea Women League 2007-Rückrundenserie |

| Zum Saisonende 2006: |                     |
| (M)                  | Amtierender Meister |